# Schaffense Poort

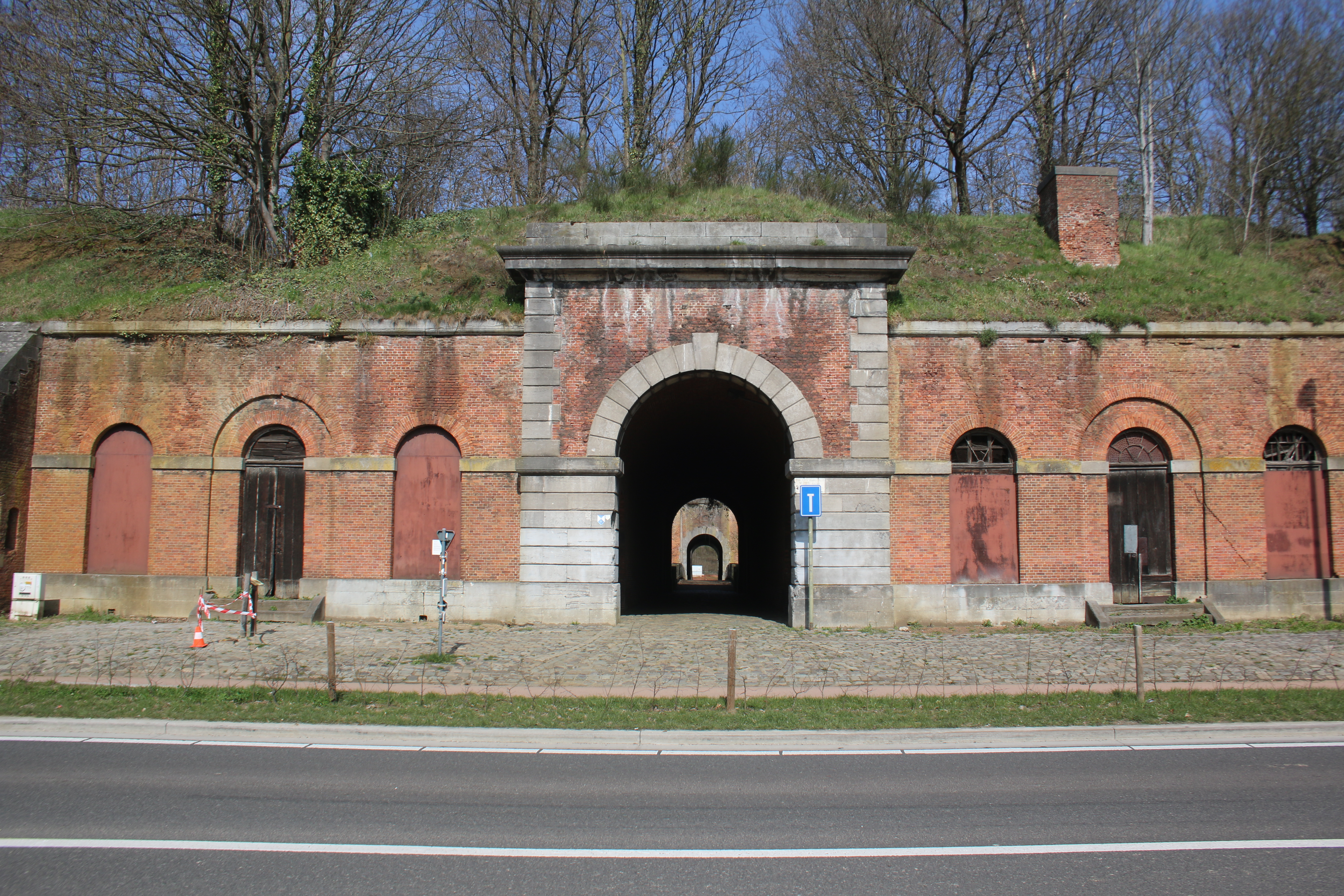

De Schaffense Poort (of Schaffensepoort)  is een van de oudste stadspoorten van Diest. De poort maakte al deel uit van de middeleeuwse stadsomwalling. 
Bij de bouw van van de 19e-eeuwse Vestingwerken van Diest (verdedigingsgordel rond Diest) werd de Schaffense Poort heraangelegd tussen 1837 en 1844. De poort werd gebouwd rond 1840 door Louis Beeckman. In 1951 waren er plannen om deze poort te slopen nadat de Duitse troepen tijdens de oorlog hem ernstig hadden beschadigd. Dit ging niet door vanwege verzet van de Koninklijke Commissie voor Monumenten en Landschappen.
Sinds 1996 is de poort (als onderdeel van de vestingwerken) beschermd als monument.

## Afbeeldingen

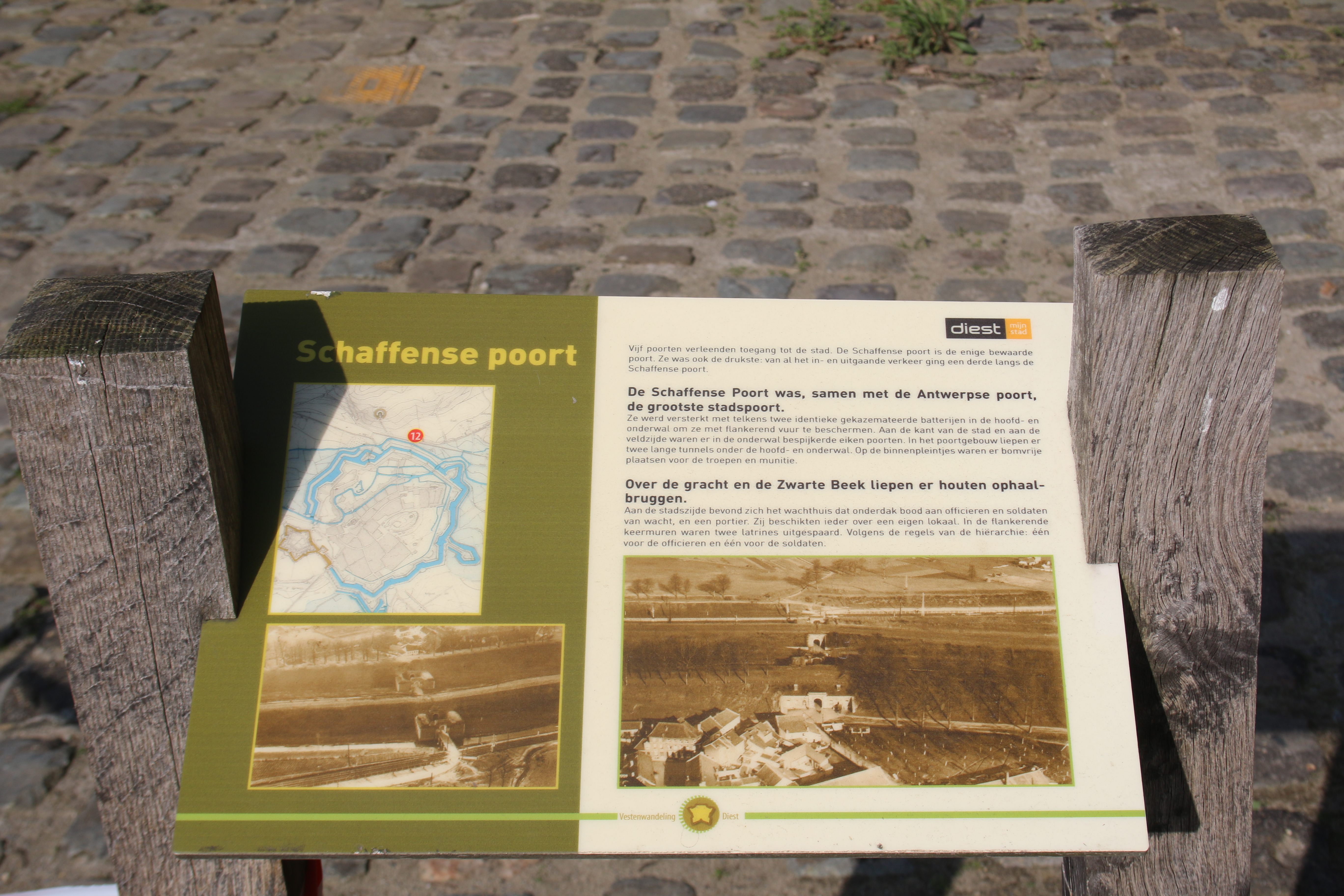
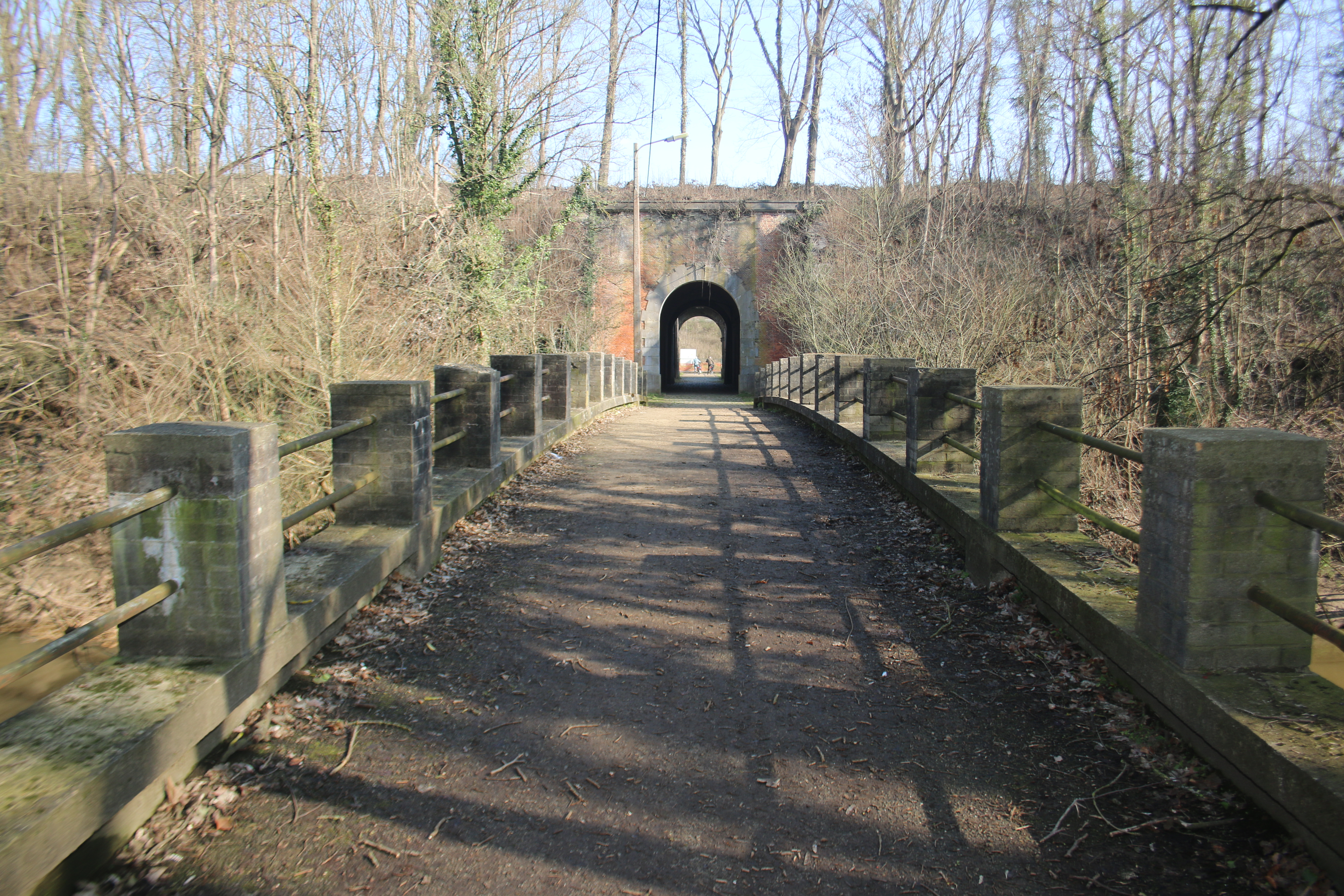
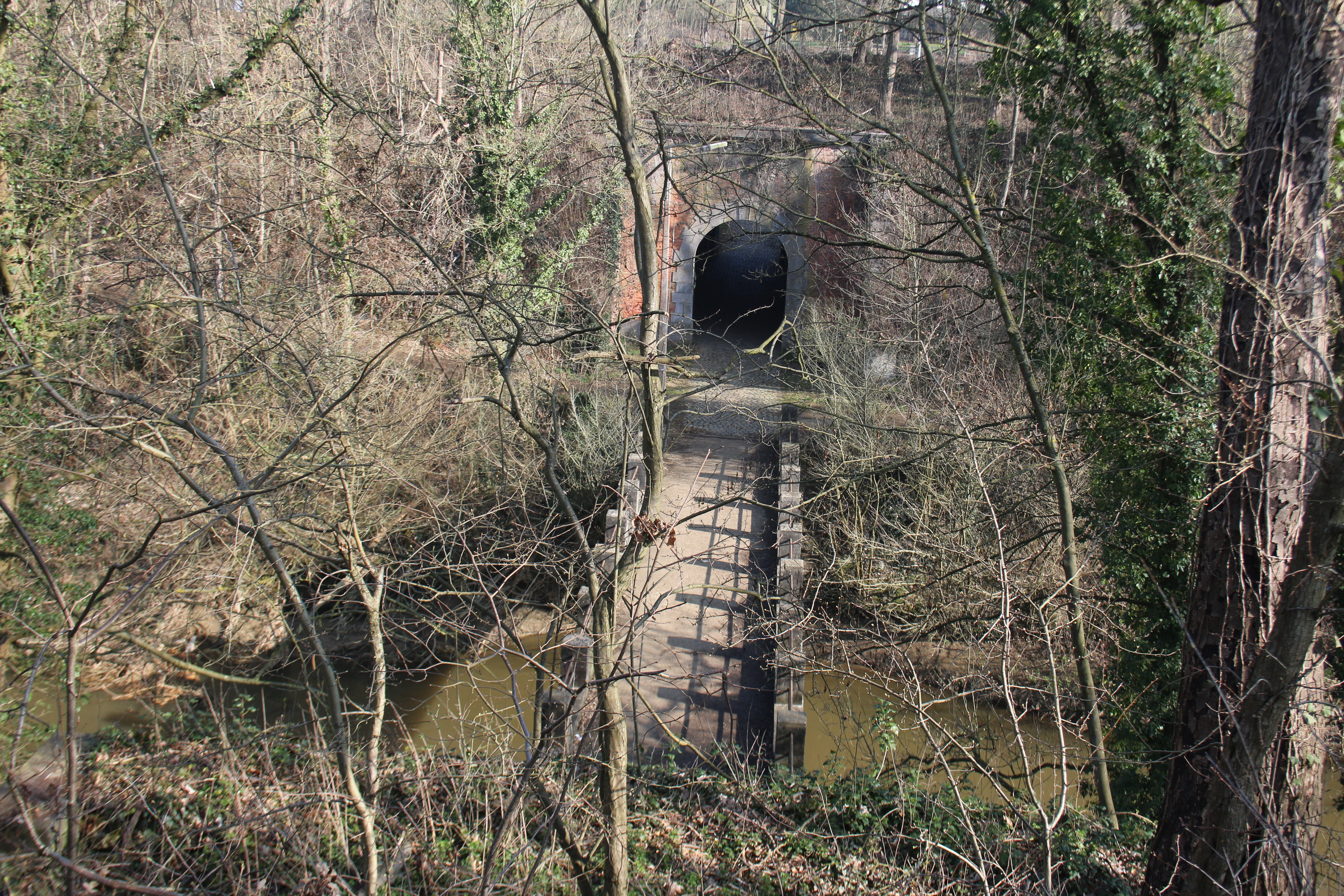